# السالی
السالی (به لاتین: Alçalı) یک منطقهٔ مسکونی در جمهوری آذربایجان است که در شهرستان سالیان واقع شده‌است.

## خصوصیات
السالی ۶۰۰ نفر جمعیت دارد.